# Mr. Mugwump's Clock
Mr. Mugwump's Clock è un cortometraggio muto del 1911 diretto da Frank Wilson.

## Trama
Mr. Mugwump, mentre prende un orologio da riparare, viene arrestato perché è scambiato per un anarchico.

## Produzione
Il film fu prodotto dalla Hepworth.

## Distribuzione
Distribuito dalla Hepworth, il film - un cortometraggio di 137,02 metri - uscì nelle sale cinematografiche britanniche nel febbraio 1911.
Si conoscono pochi dati del film che, prodotto dalla Hepworth, fu distrutto nel 1924 dallo stesso produttore, Cecil M. Hepworth. Fallito, in gravissime difficoltà finanziarie, il produttore pensò in questo modo di poter almeno recuperare il nitrato d'argento della pellicola.